# 玉井增二
玉井增二（波江座68），又名BD-04 1056，HD 33256、SAO 131813、HR 1673，是波江座的一颗恒星，视星等为5.12，位于銀經204.83，銀緯-24.83，其B1900.0坐标为赤經5h 3m 46.2s，赤緯-4° -24.83′ 10″。